# Pichisermollodes tibetana
Pichisermollodes tibetana là một loài dương xỉ trong họ Polypodiaceae. Loài này được Ching & S.K. Wu Fraser-Jenk. mô tả khoa học đầu tiên năm 2009.